# Pulsatilla vispensis
Pulsatilla vispensis är en ranunkelväxtart som beskrevs av Beauvera. Pulsatilla vispensis ingår i släktet pulsatillor, och familjen ranunkelväxter. Inga underarter finns listade i Catalogue of Life.